# Franziska Hundseder
Franziska Hundseder (* 1953) ist eine deutsche Journalistin und Autorin. Sie lebt in Frankreich.

## Leben
Franziska Hundseder studierte Romanistik, Germanistik und Psychologie. Sie war  Mitarbeiterin des politischen Fernsehmagazins Panorama. Daneben arbeitet sie für den Hörfunk, Zeitungen wie Die Zeit, Zeitschriften wie Stern und Gewerkschaftspublikationen. Ihre Themen als Journalistin und Publizistin sind Qualität der Berichterstattung, Extremismus, Jugend und Gewalt sowie Rechtsextremismus in der Bundesrepublik Deutschland.
Die Veröffentlichung ihres Fotos und ihrer Privatanschrift in der Zeitschrift des NPD-Multifunktionärs Hans-Michael Fiedler Nachrichten des Studentenbundes Schlesien veranlasste die Bundestagsabgeordneten Ulla Jelpke und Gregor Gysi samt Gruppe 1993 zu einer Kleinen Anfrage an die Bundesregierung, welche Kenntnisse sie über die Bedrohung von Journalisten durch Rechtsextremisten habe und in wie vielen Fällen diese Personenschutz erhalten hätten.
1997 wurde Franziska Hundseder zur Vorsitzenden des kommissarischen Bundesvorstands der Deutschen Journalistinnen- und Journalisten-Union (dju) gewählt, im Oktober 1998 wurde sie dju-Bundesvorsitzende.
Im selben Jahr  wandte sie sich gegen die Pläne der Bundesregierung zum  Großen Lauschangriff und erklärte, Deutschland sei schon jetzt „Weltmeister im Abhören“.
In einem Interview mit Spiegel Online wies Franziska Hundseder 2000 auf Defizite in der Berichterstattung über Rechtsextremismus hin. Sie kritisierte, dass Journalisten kaum über rechtsextreme Vereine berichteten. Diese Gruppierungen seien als Vereine eingetragen, erhielten Spenden, die von der Steuer abgesetzt würden; auf diese Weise unterstützten Steuerzahler ungewollt deren Wirken.
Sie gehörte der Jury des Adolf-Grimme-Preises an, war von 1989 bis 2002 Mitglied des Deutschen Presserats und des Hauptvorstands der IG Medien. Aus dem dju-Bundesvorstand schied Franziska Hundseder vor der ersten Bundeskonferenz der dju in ver.di 2003 aus; ihre Nachfolge trat bis zum Bundeskongress in Halle kommissarisch Manfred Protze an.

## Auszeichnungen
- 1995: Ludwig-Marum-Preis der SPD Karlsruhe
- 1996: Gustav-Heinemann-Bürgerpreis[7]

## Schriften
- Stichwort Rechtsextremismus. Wilhelm Heyne Verlag München 1993 ISBN 3-453-06536-0
- Rechte machen Kasse – Gelder und Finanziers der braunen Szene. München 1995 ISBN 3-426-80047-0 (zweite überarbeitete und ergänzte Auflage ebenfalls 1995)
- Wotans Jünger – neuheidnische Gruppen zwischen Esoterik und Rechtsradikalismus. München 1998  ISBN 3-453-13191-6